# Paul Falkenberg
Paul Falkenberg, född 2 september 1848 i Berlin, död 1 november 1925 i Rostock, var en tysk botaniker.
Paul Falkenberg blev filosofie doktor i Göttingen 1875, docent 1876, var samtidigt under vistelse vid zoologiska stationen i Neapel 1877–1879 assistent i marin botanik och blev 1884 extraordinarie professor i Göttingen. Han var 1887–1925 professor och direktör för botaniska institutet och trädgården i Rostock. Falkenbergs första arbeten Vergleichende Untersuchungen über den Bau der Vegetationsorgane der Monocytoledonen (1876) och Über das secundäre Dickenwachsthum von Mesembryanthemum (i Nachrichten der königlichen Gesellschaft der Wissenschaften zu Göttingen, 1876), behandlade fanerogamernas anatomi; han övergick sedan till algologien. Bland hans algologiska skrifter märks Über Discosporangium, ein neues Phaeosporeengenus (i Mittheilungen aus der Zoologischen Station zu Neapel, 1, 1879), Die Befruchtung under der Generationswechsel von Cutleria (i Mittheilungen aus der Zoologischen Station zu Neapel, 1, 1879), Die Meeresalgen des Golfes von Neapel (i Mittheilungen aus der Zoologischen Station zu Neapel, 1, 1879) och en översikt av samtidens kunskaper om algerna i August Schenks Handbuch der Botanik, 2 (1882). Falkenbergs huvudarbete, den omfattande monografin Die Rhodomelaceen des Golfes von Neapel (i ”Fauna und Flora des Golfes von Neapel”, 26, 1901) väckte intresse även utanför det algologiska facket och var bland annat grundläggande för frågan om plasmodesmerna.